# تئاتر داچس
تئاتر داچس (انگلیسی: Duchess Theatre) یک سالن نمایش در لندن، انگلستان است.
این سالن تئاتر که در خیابان کاترین قرار دارد در سال ۱۹۲۹ میلادی تأسیس شده و جزئی از تئاتر وست اند محسوب می‌شود. تئاتر داچس دارای ۴۹۴ نفر ظرفیت می‌باشد.